# Noiembrie 2014
Acest articol este generat integral pe baza informațiilor din articolul 2014 și este actualizat periodic de un robot.
 Editările făcute în articol vor fi șterse la următoarea actualizare! Dacă doriți să faceți modificări, editați articolul-sursă.

ianuarie -
februarie -
martie -
aprilie -
mai -
iunie -
iulie -
august -
septembrie -
octombrie -
noiembrie -
decembrie
Noiembrie 2014 a fost a unsprezecea lună a anului și a început într-o zi de sâmbătă.

## Evenimente

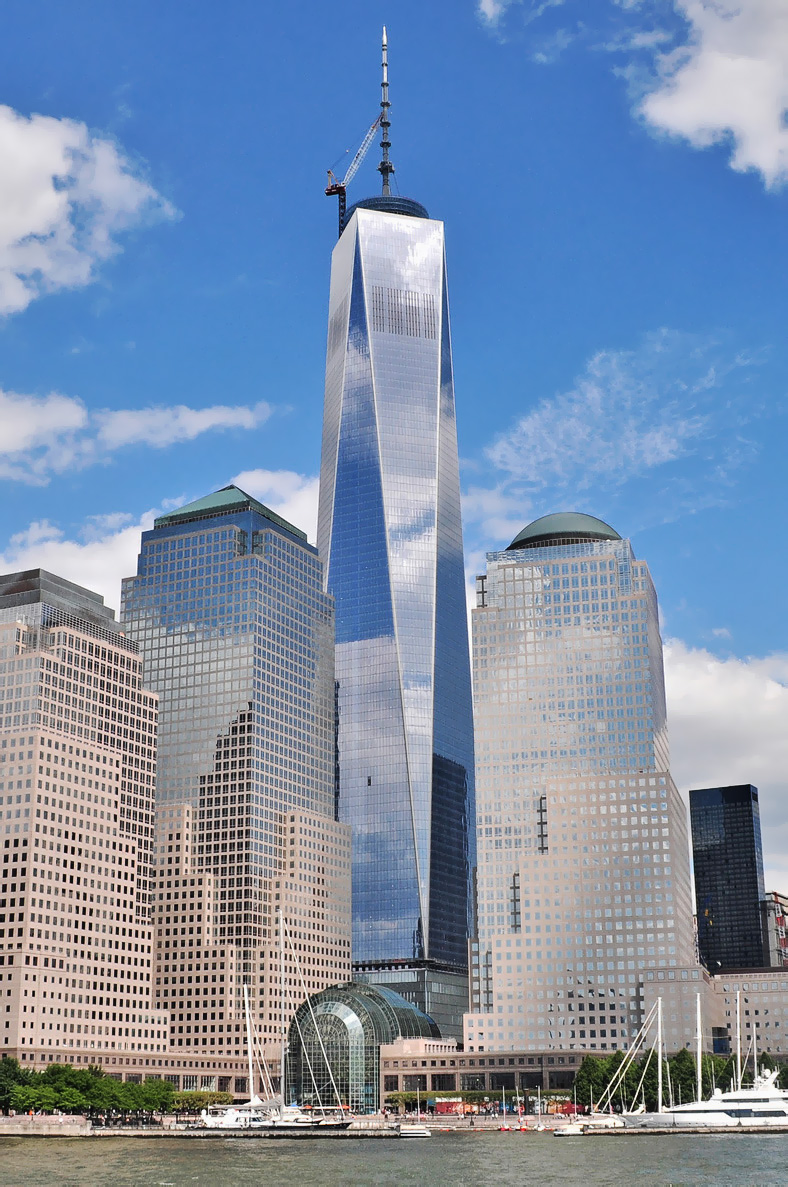
One World Trade Center este inaugurat

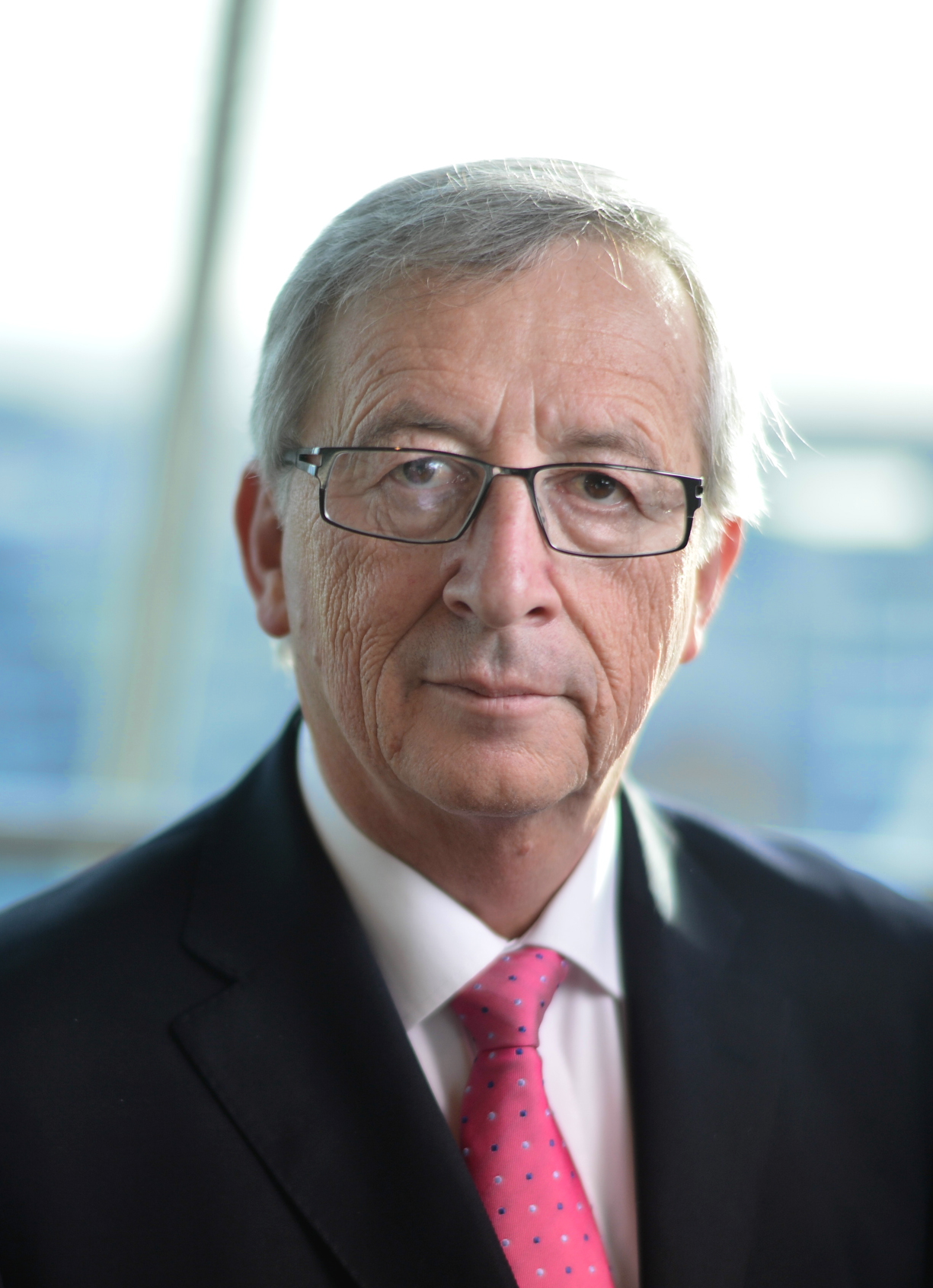
1 noiembrie: Jean-Claude Juncker devine noul președinte al Comisiei Europene

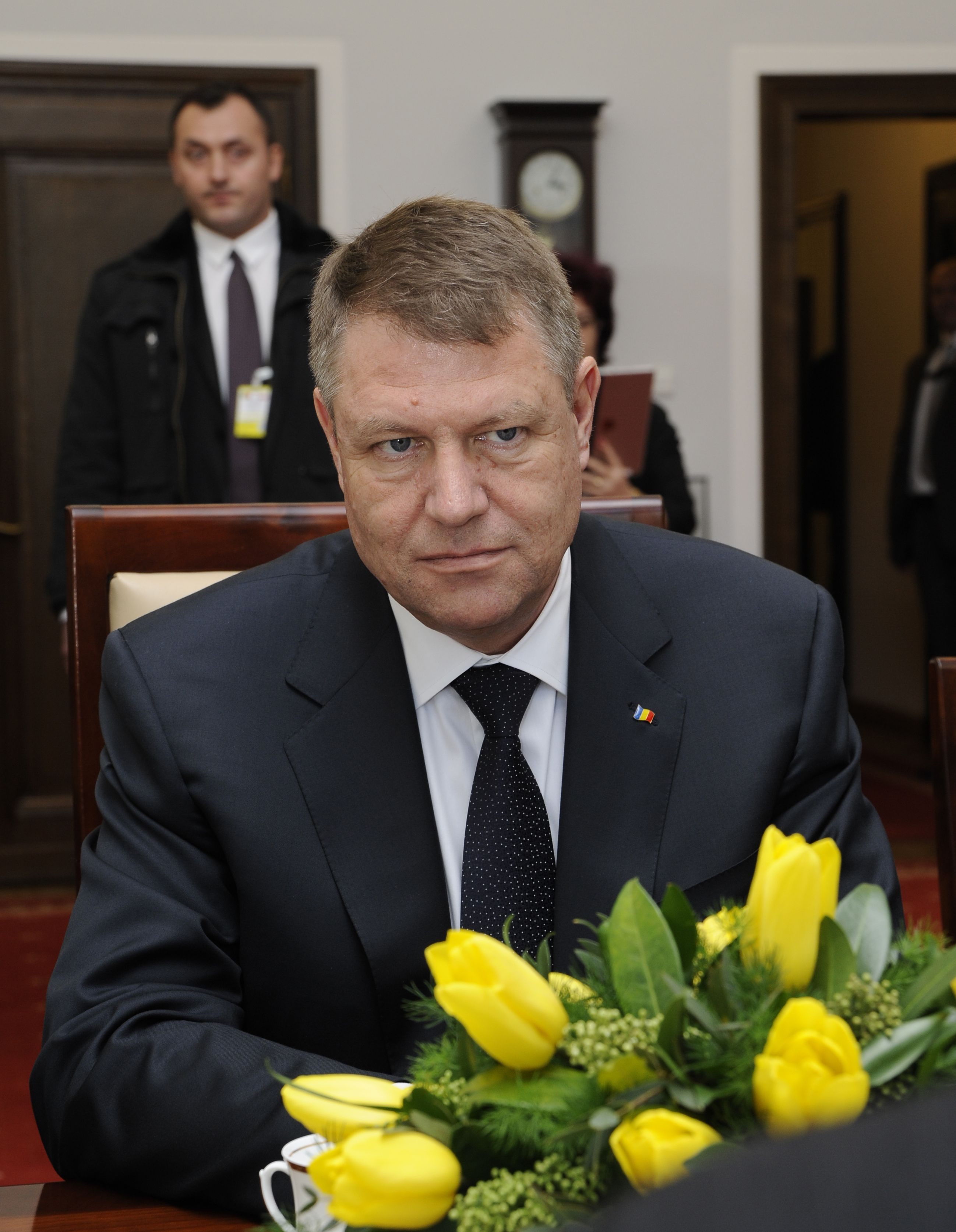
16 noiembrie: Klaus Iohannis câștigă alegerile prezidențiale, devenind al 5-lea președinte al României.

- 2 noiembrie: Primul tur al alegerilor prezidențiale din România. Pentru turul al doilea s-au calificat Victor Ponta, susținut de alianța PSD–UNPR–PC, care a obținut 40,44% din voturile exprimate, și Klaus Iohannis, susținut de ACL, care a obținut 30,37%. Prezența la vot a fost de 53,17%.
- 3 noiembrie: Turnul One World Trade Center din New York a fost inaugurat la 13 ani de la atentatele din 11 septembrie.
- 4 noiembrie: Poliția federală mexicană a arestat un primar și pe soția acestuia, acuzați că ar fi ordonat răpirea și uciderea a 43 de studenți în Iguala, Guerrero.[1]
- 9 noiembrie: Referendumul pentru autodeterminarea Cataloniei - 80,7% dintre participanți au votat în favoarea independenței (rezultate provizorii). Consultarea este simbolică fără valoare legală, organizată în pofida faptului că a fost interzisă la solicitarea autorităților de la Madrid.
- 12 noiembrie: Sonda europeană Rosetta a lansat modulul Philae spre cometa 67P/Ciuriumov-Gherasimenko, aflată la o distanță de 22 de kilometri.
- 16 noiembrie: România: Al doilea tur al alegerilor prezidențiale din România. Klaus Iohannis a obținut 54,43% din voturi, iar Victor Ponta 45,56%. Prezența la vot a fost de 64,10%. Astfel Klaus Iohannis devine al 5-lea președinte al României, pentru o perioadă de cinci ani, succedându-l pe Traian Băsescu. La secțiile de votare din străinătate zeci de mii de români nu au putut să voteze, din cauza proastei organizări a alegerilor.
- 18 noiembrie: UNESCO declară Monumentul Rizal din Manila, Machu Picchu din Peru, Drumul lui Iacob din Spania și Arhipeleagul Dampier din Australia ca Locuri din Patrimoniul Mondial UNESCO în pericol.
- 19 noiembrie: Organizația Mondială a Sănătății anunță că epidemia de Ebola a ucis până în prezent 5.420 de persoane din cele 15.145 de cazuri confirmate în opt țări. OMS estimează că cifrele acestor bilanțuri sunt subestimate.[2]
- 20 noiembrie: Vizita în Republica Moldova a președintelui ucrainean Petro Poroșenko și a celui polonez, Bronisław Komorowski. Într-o serie de întrevederi cu președintele moldovean Nicolae Timofti, cu președintele parlamentului moldovean Igor Corman și cu premierul moldovean Iurie Leancă s-a lansat inițiativa de constituire a unei platforme parlamentare de dialog în formatul Republica Moldova-Ucraina-Polonia.[3]
- 29-30 noiembrie: Vizita papei Francisc la Patriarhia Ecumenică, de sărbătoarea sfântului Andrei
- 30 noiembrie: Alegeri legislative în Republica Moldova

## Decese
- 1 noiembrie: Ioan Amihăesei, 79 ani, deputat român (1990-1992), (n. 1935)
- 1 noiembrie: Wayne Static (n. Wayne Richard Wells), 48 ani, muzician american (Static-X), (n. 1965)
- 3 noiembrie: Mariam Fakhr Eddine, 81 ani, actriță egipteană (n. 1933)
- 3 noiembrie: Gordon Tullock, 92 ani, economist american (n. 1922)
- 4 noiembrie: Eftimie Luca (n. Victor Luca), 99 ani, episcop român (n. 1914)
- 5 noiembrie: Dorel Dorian, 84 ani, deputat român (1996-2004), (n. 1930)
- 6 noiembrie: Carole Mathews, 94 ani, actriță americană de film (n. 1920)
- 6 noiembrie: Abdelwahab Meddeb, 68 ani, scriitor francez de etnie tunisiană (n. 1946)
- 8 noiembrie: Ivan Ionaș, 57 ani, deputat din R. Moldova (n. 1956)
- 9 noiembrie: Ion Șinca, 64 ani, pictor român (n. 1950)
- 10 noiembrie: Bujor-Bogdan Teodoriu, 61 ani, deputat român (1990-1992), (n. 1953)
- 13 noiembrie: Vasile Anestiade, 86 ani, medic din R. Moldova, specialist în domeniul morfologiei (n. 1928)
- 13 noiembrie: Alexandre Grothendieck, 86 ani, matematician francez (n. 1928)
- 14 noiembrie: Glen Albert Larson, 80 ani, producător american de TV și scenarist (n. 1937)
- 16 noiembrie: Charles Champlin, 88 ani, critic de film și scriitor american (n. 1926)
- 16 noiembrie: Serge Moscovici (n. Strul Herș Moscovici), 89 ani, psiholog francez de etnie evreiască (n. 1925)
- 16 noiembrie: Jadwiga Piłsudska, 94 ani, arhitectă poloneză (n. 1920)
- 19 noiembrie: Mike Nichols (n. Mikhail Igor Peschkowsky), 85 ani, regizor de film, televiziune și teatru, scenarist, producător și comedian american (n. 1931)
- 22 noiembrie: Cornelia Maria Savu, 60 ani, poetă română (n. 1954)
- 22 noiembrie: Culiță Tărâță, 61 ani, om politic român, președinte al CJ Neamț (2012-2014), (n. 1952)
- 22 noiembrie: Horia Scutaru-Ungureanu, 71 ani, fizician român (n. 1943)
- 26 noiembrie: Sorin Preda, 62 ani, scriitor român (n. 1951)
- 27 noiembrie: P. D. James (n. Phyllis Dorothy James), 96 ani, scriitoare britanică (n. 1920)
- 30 noiembrie: Fred Catherwood, 89 ani, om politic britanic (n. 1925)
- 30 noiembrie: Kent Haruf, 71 ani, scriitor american (n. 1943)